# Jonas Schomburg
Jonas Schomburg (* 31. Januar 1994 in Hannover) ist ein deutscher Triathlet und U23-Weltmeister Aquathlon (2016). Er wird in der Bestenliste deutscher Triathleten auf der Ironman-Distanz geführt.

## Werdegang
Jonas Schomburg ist als Triathlet auf der Sprint- und Kurzdistanz aktiv. Auch sein Vater Arnd Schomburg (* 1965) startete bereits selbst von 1992 bis 2001 als Nationalmannschaftsathlet für Deutschland und wurde 1995 Fünfter bei der Europameisterschaft auf der Triathlon-Kurzdistanz.
Jonas Schomburg startete von 2014 bis 2016 für die Türkei – mit dem Ziel einen Startplatz für die Olympischen Spiele 2016 in Brasilien zu bekommen. 2015 wurde er Sechster bei den Europaspielen in Baku.

### U23-Weltmeister Aquathlon 2016
Im August 2016 wurde er Zweiter bei der Universitäts-Weltmeisterschaft Triathlon und im September wurde er in Mexiko U23-Weltmeister im Aquathlon. 
Im Oktober gewann er für die Türkei startend den Ironman 70.3 Turkey. In der Jahreswertung der ITU belegte er 2016 den 39. Rang. Nach einem Jahr unter neutraler Flagge startet er seit Oktober 2017 wieder für Deutschland.
Im Juni 2017 belegte der damals 23-Jährige in Düsseldorf in der Elite-Klasse den 19. Rang bei der Europameisterschaft auf der Sprintdistanz.
2018 wurde er als einer von acht Athleten in den Perspektivkader (PK) der Deutschen Triathlon Union (DTU) aufgenommen. Jonas Schomburg wurde nominiert für einen Startplatz bei den Olympischen Sommerspielen 2020 am 27. Juli 2021 in Tokyo – zusammen mit Laura Lindemann, Anabel Knoll und Justus Nieschlag. Er belegte als bester Deutscher den 38. Rang.
In der Gesamtwertung der ITU World Championship Series 2022 (Weltmeisterschafts-Rennserie) belegte er als viertbester Deutscher den 25. Rang. 2023 verbesserte er sich hier als drittbester Deutscher auf den 17. Rang – hinter Tim Hellwig (Rang 8) und Lasse Lührs (Rang 13).

### Langdistanz seit 2025
Im März 2025 belegte der 31-Jährige bei seinem ersten Start auf der Ironman-Distanz im Ironman South Africa den dritten Rang und er qualifizierte sich damit für einen Startplatz bei der nächsten Ironman-Weltmeisterschaft am 14. September in Nizza.

## Sportliche Erfolge
| Datum/Jahr    | Rang | Wettbewerb                                           | Austragungsort    | Zeit     | Bemerkung                                                        |
| ------------- | ---- | ---------------------------------------------------- | ----------------- | -------- | ---------------------------------------------------------------- |
| 31. Mai 2025  | 29   | ITU World Championship Series 2025                   | Alghero           | 01:50:08 |                                                                  |
| 16. Feb. 2025 | 21   | ITU World Championship Series 2025                   | Abu Dhabi         | 00:49:45 |                                                                  |
| 11. Mai 2024  | 19   | ITU World Championship Series 2024                   | Yokohama          | 01:43:34 |                                                                  |
| 28. Okt. 2023 | 8    | ITU Triathlon World Cup                              | Miyazaki          | 01:48:23 |                                                                  |
| 13. Mai 2023  | 17   | ITU World Championship Series 2023                   | Yokohama          | 01:43:29 |                                                                  |
| 6. Nov. 2022  | 12   | ITU World Championship Series 2022                   | Bermuda           | 01:50:33 |                                                                  |
| 26. Juni 2022 | 4    | DTU Deutsche Meisterschaft Triathlon Sprintdistanz   | Berlin            | 00:51:28 |                                                                  |
| 28. Mai 2022  | 10   | ITU Triathlon World Cup                              | Arzachena         | 00:55:19 |                                                                  |
| 11. März 2022 | 8    | Clash Miami                                          | Miami             | 02:46:34 | 1,7 km Schwimmen, 64,7 km Radfahren und 16,9 km Laufen           |
| 18. Sep. 2021 | 26   | ITU World Championship Series 2021                   | Hamburg           | 00:54:06 | Sprintdistanz (750 m Schwimmen, 20 km Radfahren und 5 km Laufen) |
| 27. Juli 2021 | 38   | Olympische Sommerspiele 2020                         | Tokyo             | 01:49:34 |                                                                  |
| 23. Mai 2021  | 4    | ITU Triathlon World Cup                              | Lissabon          | 01:42:56 | hinter dem Norweger Kristian Blummenfelt                         |
| 15. Mai 2021  | 10   | ITU World Championship Series 2021                   | Yokohama          | 01:43:40 |                                                                  |
| 16. Aug. 2019 | 10   | ITU World Triathlon Olympic Qualification Event      | Tokyo             | 01:51:01 | als schnellster Deutscher                                        |
| 3. Aug. 2019  | 2    | DTU Deutsche Meisterschaft Triathlon Sprintdistanz   | Berlin            | 00:54:57 | hinter Valentin Wernz                                            |
| 5. Mai 2019   | 9    | ITU Triathlon World Cup                              | Madrid            | 00:56:17 |                                                                  |
| 17. Nov. 2018 | 1    | ATU Triathlon African Cup                            | Mariental         | 01:53:58 |                                                                  |
| 8. Okt. 2017  | 1    | ATU Triathlon African Cup                            | Le Morne          | 01:53:13 |                                                                  |
| 24. Juni 2017 | 19   | ETU Sprint Distance Triathlon European Championships | Düsseldorf        | 00:58:36 | Europameisterschaft auf der Sprintdistanz beim T3 Triathlon      |
| 8. Apr. 2017  | 40   | ITU World Championship Series 2017                   | Gold Coast        | 00:58:05 |                                                                  |
| 1. Apr. 2017  | 1    | ATU Triathlon African Cup                            | Troutbeck         | 02:01:30 |                                                                  |
| 7. Aug. 2016  | 2    | FISU World University Triathlon Championships        | Nyon              | 01:47:21 |                                                                  |
| 24. Juli 2016 | 1    | Red Bull Tri Islands                                 | Amrum, Föhr, Sylt | 02:46:20 | erfolgreiche Titelverteidigung                                   |
| 3. Juli 2016  | 7    | ITU World Championship Series 2016                   | Stockholm         | 01:52:18 |                                                                  |
| 18. Juni 2016 | 6    | ETU Triathlon European Championship U23              | Burgas            | 01:00:14 | U23-Europameisterschaft                                          |
| 16. Aug. 2015 | 1    | Red Bull Tri Islands                                 | Amrum, Föhr, Sylt | 03:00:26 | 2,5 km Schwimmen, 40 km Radfahren und 10 km Laufen               |
| 13. Juni 2015 | 6    | Europaspiele 2015                                    | Baku              | 01:49:34 |                                                                  |
| 1. März 2015  | 1    | ATU Sprint Triathlon African Cup                     | Buffalo City      | 00:58:30 |                                                                  |

| Datum/Jahr    | Platz | Wettbewerb                 | Austragungsort    | Zeit     | Bemerkung                                          |
| ------------- | ----- | -------------------------- | ----------------- | -------- | -------------------------------------------------- |
| 6. Juli 2025  | 2     | Challenge Roth             | Roth              | 07:31:24 | [ 8 ]                                              |
| 29. Juni 2025 | DNF   | Ironman Germany            | Frankfurt am Main | –        | Rennabbruch auf der Raddistanz nach Materialdefekt |
| 4. Mai 2025   | 5     | Ironman 70.3 Venice-Jesolo | Venedig           | 03:33:27 |                                                    |
| 30. März 2025 | 3     | Ironman South Africa       | Port Elizabeth    | 07:52:19 | erster Start auf der Ironman-Distanz               |
| 22. Sep. 2024 | 2     | Challenge Sanremo          | Sanremo           | 04:01:28 |                                                    |
| 23. Okt. 2016 | 1     | Ironman 70.3 Turkey        | Belek             |          |                                                    |

| Datum/Jahr    | Rang | Wettbewerb                           | Austragungsort | Zeit     | Bemerkung                 |
| ------------- | ---- | ------------------------------------ | -------------- | -------- | ------------------------- |
| 14. Sep. 2016 | 1    | ITU Aquathlon World Championship U23 | Cozumel        | 00:30:00 | Aquathlon-Weltmeister U23 |